# فيرنيو
فيرنيو، (بالإنجليزية: Vernio)‏، هي (بلدية) في مقاطعة براتو، في إقليم توسكانا الإيطالي، وتقع على بعد حوالي 30 كيلومترا (19 ميل) شمال غرب فلورنسا، وحوالي 20 كيلومترا (12 ميل) شمال براتو.

## السكان
في سنة 1861 بلغ عدد السكان 4٬429 نسمة، وتطور العدد ليصل في سنة 2011 لـ 6٬012 نسمة.
يظهر هذا المخطط البياني تطور النمو السكاني لـ فيرنيو

## توأمة
لفيرنيو اتفاقيات توأمة مع كل من:
- Senones, Vosges [الإنجليزية]‏
- Marchin [الإنجليزية]‏
- فيكو دل غراغانو
- بيتسولي
- تشلنزا سول ترينيو
- Jettingen (Baden-Württemberg) [الإنجليزية]‏